# ジャン＝クリストフ・シモン
ジャン＝クリストフ・シモン（Jean-Christophe Simond、1960年4月29日 - ）は、フランス出身の男性フィギュアスケート選手で現在はコーチ兼フィギュアスケート審判員。1976年インスブルックオリンピック、1980年レークプラシッドオリンピック、1984年サラエボオリンピック男子シングルフランス代表。

## 経歴
- 1976年にフランスチャンピオンとなり、インスブルックオリンピックに出場して15位。2度目のオリンピックとなった1980年レークプラシッドオリンピックでは7位となったが、翌1981年の欧州選手権では2位となる。
- 1984年のサラエボオリンピックで6位となり、同年引退。引退後はコーチとして活動し、2006-2007年シーズンから2008-2009年シーズンまでブライアン・ジュベールのコーチを務めた。

## 主な戦績
| 大会/年      | 1974-75 | 1975-76 | 1976-77 | 1977-78 | 1978-79 | 1979-80 | 1980-81 | 1981-82 | 1982-83 | 1983-84 |
| ------------ | ------- | ------- | ------- | ------- | ------- | ------- | ------- | ------- | ------- | ------- |
| オリンピック |         | 15      |         |         |         | 7       |         |         |         | 6       |
| 世界選手権   |         |         | 15      |         | 7       | 13      | 5       | 5       | 5       |         |
| 欧州選手権   | 16      | 13      |         |         | 4       | 6       | 2       | 2       | 6       | 棄権    |
| NHK杯        |         |         |         |         |         |         |         | 3       |         |         |